# Campeonato Ecuatoriano de Fútbol 1975
El Campeonato Ecuatoriano de Fútbol 1975, conocido oficialmente como «Campeonato Nacional de Fútbol 1975», fue la 17.ª edición del Campeonato nacional de fútbol profesional de la Serie A en Ecuador. El torneo fue organizado por la Asociación Ecuatoriana de Fútbol (hoy Federación Ecuatoriana de Fútbol).
Por primera vez hubo 2 descensos en cada una de las etapas de una temporada.
Dos etapas a dos ruedas y luego pentagonal final, donde por primera vez los equipos ganadores de las etapas llegan con puntos de bonificación.
Liga Deportiva Universitaria se coronó campeón por tercera vez en su historia y fue el primer bicampeonato del club albo.

## Sistema de juego
El campeonato se jugó 3 etapas, una vez más. La primera la disputaron 12 equipos, en partidos bajo la modalidad de sistema de todos contra todos hasta completar 22 cada uno. Se jugó con 12 equipos en la Serie A y 8 en la Serie B.
Al final de esta etapa, los 2 peor ubicados descendieron a la Serie B; de la que esta vez, no había posibilidad de ascender a media temporada hasta que se disminuyó a 10 equipos.
Así, la segunda etapa se jugó con 10 equipos en cada categoría. Los 3 equipos mejor ubicados de la primera etapa clasificaron automáticamente la pentagonal final, con una bonificación de 3, 2 y 1 puntos, según su puesto en la clasificación.
La segunda etapa se jugó de forma similar, hasta completar 18 partidos por equipo. Igual, los 2 equipos peor ubicados descendieron a la Serie B, y los 3 ganadores clasificaron a la pentagonal con bonificación respectiva.
En la pentagonal, se definió el nuevo campeón, en partidos de ida y vuelta, bajo la modalidad de sistema de todos contra todos.

## Primera etapa

### Relevo semestral de clubes
| Pos. | de la Segunda etapa de la Serie B |
| ---- | --------------------------------- |
| 1º   | Aucas                             |
| 2º   | Deportivo Quito                   |
| 3º   | 9 de Octubre                      |
| 4º   | Carmen Mora                       |

### Datos de los clubes
| Equipo               | Ciudad           | Provincia                      |
| -------------------- | ---------------- | ------------------------------ |
| América de Quito     | Quito            | Bandera de Pichincha Pichincha |
| Aucas                | Quito            | Bandera de Pichincha Pichincha |
| Barcelona            | Guayaquil        | Guayas                         |
| Carmen Mora          | Machala / Pasaje | El Oro                         |
| Deportivo Cuenca     | Cuenca           | Azuay                          |
| Deportivo Quito      | Quito            | Bandera de Pichincha Pichincha |
| El Nacional          | Quito            | Bandera de Pichincha Pichincha |
| Emelec               | Guayaquil        | Guayas                         |
| Liga de Portoviejo   | Portoviejo       | Manabí                         |
| Liga de Quito        | Quito            | Bandera de Pichincha Pichincha |
| Universidad Católica | Quito            | Bandera de Pichincha Pichincha |
| 9 de Octubre         | Guayaquil        | Guayas                         |

### Equipos por ubicación geográfica
| Provincia | N.º | Equipos                                                                                           |
| --------- | --- | ------------------------------------------------------------------------------------------------- |
| Pichincha | 6   | - América de Quito - Aucas - Deportivo Quito - El Nacional - Liga de Quito - Universidad Católica |
| Guayas    | 3   | - Barcelona - Emelec - 9 de Octubre                                                               |
| Azuay     | 1   | - Deportivo Cuenca                                                                                |
| El Oro    | 1   | - Carmen Mora                                                                                     |
| Manabí    | 1   | - Liga de Portoviejo                                                                              |

| Liga de Portoviejo Carmen Mora Barcelona Emelec 9 de Octubre Universidad Católica Liga de Quito El Nacional Deportivo Quito Aucas América de Quito Deportivo Cuenca |

### Partidos y resultados
| Fecha 1              | Fecha 1   | Fecha 1          |
| Equipo Local         | Resultado | Equipo Visitante |
| -------------------- | --------- | ---------------- |
| Deportivo Quito      | 1 - 1     | Emelec           |
| El Nacional          | 3 - 1     | América de Quito |
| Universidad Católica | 1 - 2     | Aucas            |
| Barcelona            | 3 - 2     | 9 de Octubre     |
| Deportivo Cuenca     | 2 - 1     | Liga de Quito    |
| Liga de Portoviejo   | 2 - 1     | Carmen Mora      |

| Fecha 2         | Fecha 2   | Fecha 2              |
| Equipo Local    | Resultado | Equipo Visitante     |
| --------------- | --------- | -------------------- |
| Carmen Mora     | 2 - 1     | Universidad Católica |
| 9 de Octubre    | 4 - 1     | Aucas                |
| Liga de Quito   | 3 - 0     | Liga de Portoviejo   |
| El Nacional     | 1 - 3     | Barcelona            |
| Emelec          | 2 - 1     | Deportivo Cuenca     |
| Deportivo Quito | 0 - 1     | América de Quito     |

| Fecha 3              | Fecha 3   | Fecha 3          |
| Equipo Local         | Resultado | Equipo Visitante |
| -------------------- | --------- | ---------------- |
| Liga de Quito        | 1 - 1     | El Nacional      |
| Aucas                | 1 - 3     | Emelec           |
| Universidad Católica | 0 - 1     | América de Quito |
| Barcelona            | 5 - 1     | Carmen Mora      |
| Liga de Portoviejo   | 0 - 0     | Deportivo Quito  |
| Deportivo Cuenca     | 2 - 1     | 9 de Octubre     |

| Fecha 4              | Fecha 4   | Fecha 4            |
| Equipo Local         | Resultado | Equipo Visitante   |
| -------------------- | --------- | ------------------ |
| América de Quito     | 4 - 0     | Liga de Portoviejo |
| Carmen Mora          | 0 - 1     | Deportivo Cuenca   |
| Emelec               | 0 - 1     | Liga de Quito      |
| 9 de Octubre         | 0 - 0     | El Nacional        |
| Universidad Católica | 1 - 1     | Deportivo Quito    |
| Aucas                | 1 - 0     | Barcelona          |

| Fecha 5            | Fecha 5   | Fecha 5              |
| Equipo Local       | Resultado | Equipo Visitante     |
| ------------------ | --------- | -------------------- |
| Liga de Quito      | 2 - 0     | Carmen Mora          |
| Barcelona          | 1 - 1     | Universidad Católica |
| El Nacional        | 4 - 0     | Emelec               |
| Deportivo Cuenca   | 2 - 1     | Deportivo Quito      |
| Liga de Portoviejo | 2 - 0     | 9 de Octubre         |
| Aucas              | 2 - 1     | América de Quito     |

| Fecha 6              | Fecha 6   | Fecha 6            |
| Equipo Local         | Resultado | Equipo Visitante   |
| -------------------- | --------- | ------------------ |
| Aucas                | 1 - 2     | Deportivo Cuenca   |
| El Nacional          | 4 - 0     | Liga de Portoviejo |
| Universidad Católica | 1 - 0     | Liga de Quito      |
| Carmen Mora          | 0 - 1     | Deportivo Quito    |
| 9 de Octubre         | 0 - 1     | Emelec             |
| Barcelona            | 2 - 2     | América de Quito   |

| Fecha 7            | Fecha 7   | Fecha 7              |
| Equipo Local       | Resultado | Equipo Visitante     |
| ------------------ | --------- | -------------------- |
| Emelec             | 1 - 1     | Carmen Mora          |
| Liga de Portoviejo | 3 - 3     | Universidad Católica |
| Aucas              | 1 - 0     | El Nacional          |
| Deportivo Quito    | 1 - 4     | Liga de Quito        |
| Deportivo Cuenca   | 2 - 1     | Barcelona            |
| América de Quito   | 4 - 2     | 9 de Octubre         |

| Fecha 8              | Fecha 8   | Fecha 8            |
| Equipo Local         | Resultado | Equipo Visitante   |
| -------------------- | --------- | ------------------ |
| Carmen Mora          | 0 - 0     | Aucas              |
| Universidad Católica | 2 - 1     | Deportivo Cuenca   |
| América de Quito     | 3 - 1     | Emelec             |
| Deportivo Quito      | 0 - 1     | El Nacional        |
| Barcelona            | 1 - 1     | Liga de Portoviejo |
| 9 de Octubre         | 0 - 1     | Liga de Quito      |

| Fecha 9              | Fecha 9   | Fecha 9          |
| Equipo Local         | Resultado | Equipo Visitante |
| -------------------- | --------- | ---------------- |
| Deportivo Quito      | 1 - 1     | Barcelona        |
| Universidad Católica | 0 - 2     | El Nacional      |
| Aucas                | 0 - 0     | Liga de Quito    |
| Liga de Portoviejo   | 1 - 1     | Emelec           |
| 9 de Octubre         | 3 - 2     | Carmen Mora      |
| Deportivo Cuenca     | 4 - 0     | América de Quito |

| Fecha 10      | Fecha 10  | Fecha 10             |
| Equipo Local  | Resultado | Equipo Visitante     |
| ------------- | --------- | -------------------- |
| Aucas         | 1 - 1     | Liga de Portoviejo   |
| Carmen Mora   | 4 - 1     | América de Quito     |
| Liga de Quito | 2 - 2     | Barcelona            |
| 9 de Octubre  | 2 - 1     | Deportivo Quito      |
| Emelec        | 2 - 0     | Universidad Católica |
| El Nacional   | 1 - 0     | Deportivo Cuenca     |

| Fecha 11             | Fecha 11  | Fecha 11           |
| Equipo Local         | Resultado | Equipo Visitante   |
| -------------------- | --------- | ------------------ |
| Emelec               | 0 - 1     | Barcelona          |
| Carmen Mora          | 1 - 1     | El Nacional        |
| América de Quito     | 4 - 4     | Liga de Quito      |
| Universidad Católica | 1 - 0     | 9 de Octubre       |
| Aucas                | 2 - 1     | Deportivo Quito    |
| Deportivo Cuenca     | 6 - 0     | Liga de Portoviejo |

| Fecha 12         | Fecha 12  | Fecha 12             |
| Equipo Local     | Resultado | Equipo Visitante     |
| ---------------- | --------- | -------------------- |
| Carmen Mora      | 2 - 3     | Liga de Portoviejo   |
| Emelec           | 2 - 0     | Deportivo Quito      |
| Aucas            | 1 - 2     | Universidad Católica |
| Liga de Quito    | 1 - 0     | Deportivo Cuenca     |
| América de Quito | 0 - 1     | El Nacional          |
| 9 de Octubre     | 1 - 2     | Barcelona            |

| Fecha 13             | Fecha 13  | Fecha 13         |
| Equipo Local         | Resultado | Equipo Visitante |
| -------------------- | --------- | ---------------- |
| Barcelona            | 0 - 0     | El Nacional      |
| Universidad Católica | 1 - 0     | Carmen Mora      |
| Liga de Portoviejo   | 1 - 0     | Liga de Quito    |
| América de Quito     | 2 - 3     | Deportivo Quito  |
| Deportivo Cuenca     | 4 - 2     | Emelec           |
| Aucas                | 4 - 2     | 9 de Octubre     |

| Fecha 14         | Fecha 14  | Fecha 14             |
| Equipo Local     | Resultado | Equipo Visitante     |
| ---------------- | --------- | -------------------- |
| 9 de Octubre     | 1 - 1     | Deportivo Cuenca     |
| Deportivo Quito  | 2 - 2     | Liga de Portoviejo   |
| Carmen Mora      | 2 - 2     | Barcelona            |
| Emelec           | 3 - 0     | Aucas                |
| El Nacional      | 1 - 3     | Liga de Quito        |
| América de Quito | 2 - 1     | Universidad Católica |

| Fecha 15           | Fecha 15  | Fecha 15             |
| Equipo Local       | Resultado | Equipo Visitante     |
| ------------------ | --------- | -------------------- |
| Barcelona          | 4 - 1     | Aucas                |
| Deportivo Quito    | 0 - 0     | Universidad Católica |
| Liga de Quito      | 4 - 1     | Emelec               |
| El Nacional        | 4 - 1     | 9 de Octubre         |
| Liga de Portoviejo | 1 - 1     | América de Quito     |
| Deportivo Cuenca   | 3 - 0     | Carmen Mora          |

| Fecha 16             | Fecha 16  | Fecha 16           |
| Equipo Local         | Resultado | Equipo Visitante   |
| -------------------- | --------- | ------------------ |
| 9 de Octubre         | 1 - 0     | Liga de Portoviejo |
| América de Quito     | 2 - 4     | Aucas              |
| Deportivo Quito      | 2 - 2     | Deportivo Cuenca   |
| Carmen Mora          | 2 - 1     | Liga de Quito      |
| Universidad Católica | 1 - 1     | Barcelona          |
| Emelec               | 1 - 0     | El Nacional        |

| Fecha 17           | Fecha 17  | Fecha 17             |
| Equipo Local       | Resultado | Equipo Visitante     |
| ------------------ | --------- | -------------------- |
| Liga de Quito      | 1 - 1     | Universidad Católica |
| América de Quito   | 4 - 1     | Barcelona            |
| Deportivo Quito    | 2 - 0     | Carmen Mora          |
| Liga de Portoviejo | 0 - 0     | El Nacional          |
| Emelec             | 0 - 2     | 9 de Octubre         |
| Deportivo Cuenca   | 2 - 1     | Aucas                |

| Fecha 18             | Fecha 18  | Fecha 18           |
| Equipo Local         | Resultado | Equipo Visitante   |
| -------------------- | --------- | ------------------ |
| 9 de Octubre         | 2 - 0     | América de Quito   |
| Carmen Mora          | 2 - 1     | Emelec             |
| Universidad Católica | 1 - 0     | Liga de Portoviejo |
| El Nacional          | 0 - 0     | Aucas              |
| Barcelona            | 1 - 0     | Deportivo Cuenca   |
| Liga de Quito        | 3 - 1     | Deportivo Quito    |

| Fecha 19           | Fecha 19  | Fecha 19             |
| Equipo Local       | Resultado | Equipo Visitante     |
| ------------------ | --------- | -------------------- |
| Emelec             | 3 - 1     | América de Quito     |
| Liga de Quito      | 6 - 1     | 9 de Octubre         |
| El Nacional        | 1 - 2     | Deportivo Quito      |
| Liga de Portoviejo | 0 - 5     | Barcelona            |
| Deportivo Cuenca   | 1 - 0     | Universidad Católica |
| Aucas              | 0 - 0     | Carmen Mora          |

| Fecha 20         | Fecha 20  | Fecha 20             |
| Equipo Local     | Resultado | Equipo Visitante     |
| ---------------- | --------- | -------------------- |
| América de Quito | 4 - 3     | Deportivo Cuenca     |
| Carmen Mora      | 1 - 0     | 9 de Octubre         |
| Emelec           | 2 - 0     | LDU Portoviejo       |
| El Nacional      | 3 - 2     | Universidad Católica |
| Barcelona        | 1 - 2     | Deportivo Quito      |
| Liga de Quito    | 2 - 0     | Aucas                |

| Fecha 21             | Fecha 21  | Fecha 21         |
| Equipo Local         | Resultado | Equipo Visitante |
| -------------------- | --------- | ---------------- |
| Universidad Católica | 2 - 0     | Emelec           |
| Deportivo Quito      | 0 - 0     | 9 de Octubre     |
| Barcelona            | 2 - 1     | Liga de Quito    |
| Deportivo Cuenca     | 3 - 1     | El Nacional      |
| América de Quito     | 3 - 1     | Carmen Mora      |
| Liga de Portoviejo   | 1 - 1     | Aucas            |

| Fecha 22           | Fecha 22  | Fecha 22             |
| Equipo Local       | Resultado | Equipo Visitante     |
| ------------------ | --------- | -------------------- |
| Liga de Portoviejo | 2 - 2     | Deportivo Cuenca     |
| Deportivo Quito    | 0 - 0     | Aucas                |
| Barcelona          | 1 - 1     | Emelec               |
| 9 de Octubre       | 3 - 0     | Universidad Católica |
| Liga de Quito      | 2 - 1     | América de Quito     |
| El Nacional        | 4 - 0     | Carmen Mora          |

### Tabla de posiciones
|  |  |     | Equipo               | PJ | PG | PE | PP | GF | GC | DG  | PTS | PB |
|  |  | --- | -------------------- | -- | -- | -- | -- | -- | -- | --- | --- | -- |
|  |  | 1.  | Liga de Quito        | 22 | 12 | 5  | 5  | 43 | 22 | +21 | 29  | 3  |
|  |  | 2.  | Deportivo Cuenca     | 22 | 13 | 3  | 6  | 44 | 25 | +19 | 29  | 2  |
|  |  | 3.  | Barcelona            | 22 | 9  | 9  | 4  | 40 | 27 | +13 | 27  | 1  |
|  |  | 4.  | El Nacional          | 22 | 10 | 6  | 6  | 33 | 19 | +14 | 26  |    |
|  |  | 5.  | Emelec               | 22 | 9  | 4  | 9  | 28 | 30 | -2  | 22  |    |
|  |  | 6.  | América de Quito     | 22 | 9  | 3  | 10 | 42 | 44 | -2  | 21  |    |
|  |  | 7.  | Aucas                | 22 | 7  | 7  | 8  | 24 | 31 | -7  | 21  |    |
|  |  | 8.  | Universidad Católica | 22 | 7  | 6  | 9  | 22 | 27 | -5  | 20  |    |
|  |  | 9.  | Deportivo Quito      | 22 | 5  | 9  | 8  | 22 | 28 | -6  | 19  |    |
|  |  | 10. | Liga de Portoviejo   | 22 | 4  | 10 | 8  | 20 | 41 | -21 | 18  |    |
|  |  | 11. | 9 de Octubre         | 22 | 7  | 3  | 12 | 28 | 36 | -8  | 17  |    |
|  |  | 12. | Carmen Mora          | 22 | 5  | 5  | 12 | 22 | 38 | -16 | 15  |    |

PJ = Partidos jugados; PG = Partidos ganados; PE = Partidos empatados; PP = Partidos perdidos; GF = Goles a favor; GC = Goles en contra; DG = Diferencia de gol; PTS = Puntos; PB = Puntos de bonificación
|  | Clasificaron a la Pentagonal final. |
|  | Descendieron a la Serie B.          |

## Segunda etapa

### Relevo semestral de clubes
| Pos. | de la Primera etapa de la Serie A |
| ---- | --------------------------------- |
| 11º  | 9 de Octubre                      |
| 12º  | Carmen Mora                       |

### Datos de los clubes
| Equipo               | Ciudad     | Provincia                      |
| -------------------- | ---------- | ------------------------------ |
| América de Quito     | Quito      | Bandera de Pichincha Pichincha |
| Aucas                | Quito      | Bandera de Pichincha Pichincha |
| Barcelona            | Guayaquil  | Guayas                         |
| Deportivo Cuenca     | Cuenca     | Azuay                          |
| Deportivo Quito      | Quito      | Bandera de Pichincha Pichincha |
| El Nacional          | Quito      | Bandera de Pichincha Pichincha |
| Emelec               | Guayaquil  | Guayas                         |
| Liga de Portoviejo   | Portoviejo | Manabí                         |
| Liga de Quito        | Quito      | Bandera de Pichincha Pichincha |
| Universidad Católica | Quito      | Bandera de Pichincha Pichincha |

### Equipos por ubicación geográfica
| Provincia | N.º | Equipos                                                                                           |
| --------- | --- | ------------------------------------------------------------------------------------------------- |
| Pichincha | 6   | - América de Quito - Aucas - Deportivo Quito - El Nacional - Liga de Quito - Universidad Católica |
| Guayas    | 2   | - Barcelona - Emelec                                                                              |
| Azuay     | 1   | - Deportivo Cuenca                                                                                |
| Manabí    | 1   | - Liga de Portoviejo                                                                              |

| Liga de Portoviejo Barcelona Emelec Universidad Católica Liga de Quito El Nacional Deportivo Quito Aucas América de Quito Deportivo Cuenca |

### Partidos y resultados
| Fecha 1          | Fecha 1   | Fecha 1              |
| Equipo Local     | Resultado | Equipo Visitante     |
| ---------------- | --------- | -------------------- |
| Barcelona        | 2 - 2     | Universidad Católica |
| Liga de Quito    | 2 - 1     | Emelec               |
| Deportivo Quito  | 3 - 0     | Liga de Portoviejo   |
| Deportivo Cuenca | 3 - 1     | El Nacional          |
| Aucas            | 1 - 1     | América de Quito     |

| Fecha 2            | Fecha 2   | Fecha 2              |
| Equipo Local       | Resultado | Equipo Visitante     |
| ------------------ | --------- | -------------------- |
| Aucas              | 1 - 0     | Deportivo Cuenca     |
| El Nacional        | 3 - 1     | Barcelona            |
| Emelec             | 4 - 0     | Deportivo Quito      |
| América de Quito   | 1 - 1     | Universidad Católica |
| Liga de Portoviejo | 2 - 1     | Liga de Quito        |

| Fecha 3              | Fecha 3   | Fecha 3            |
| Equipo Local         | Resultado | Equipo Visitante   |
| -------------------- | --------- | ------------------ |
| Universidad Católica | 1 - 2     | Aucas              |
| Deportivo Quito      | 1 - 1     | El Nacional        |
| Liga de Quito        | 1 - 1     | América de Quito   |
| Barcelona            | 2 - 2     | Emelec             |
| Deportivo Cuenca     | 3 - 0     | Liga de Portoviejo |

| Fecha 4              | Fecha 4   | Fecha 4          |
| Equipo Local         | Resultado | Equipo Visitante |
| -------------------- | --------- | ---------------- |
| Liga de Portoviejo   | 1 - 2     | Aucas            |
| Barcelona            | 3 - 2     | Deportivo Cuenca |
| Deportivo Quito      | 0 - 1     | América de Quito |
| Universidad Católica | 1 - 1     | Emelec           |
| El Nacional          | 0- 3      | Liga de Quito    |

| Fecha 5          | Fecha 5   | Fecha 5              |
| Equipo Local     | Resultado | Equipo Visitante     |
| ---------------- | --------- | -------------------- |
| Emelec           | 7 - 2     | Liga de Portoviejo   |
| Aucas            | 2 - 3     | Liga de Quito        |
| Deportivo Quito  | 2 - 3     | Barcelona            |
| América de Quito | 0 - 3     | El Nacional          |
| Deportivo Cuenca | 1 - 1     | Universidad Católica |

| Fecha 6              | Fecha 6   | Fecha 6          |
| Equipo Local         | Resultado | Equipo Visitante |
| -------------------- | --------- | ---------------- |
| Liga de Portoviejo   | 0 - 1     | Barcelona        |
| Universidad Católica | 1 - 0     | El Nacional      |
| Liga de Quito        | 0 - 0     | Deportivo Quito  |
| Emelec               | 1 - 0     | Aucas            |
| América de Quito     | 1 - 4     | Deportivo Cuenca |

| Fecha 7          | Fecha 7   | Fecha 7              |
| Equipo Local     | Resultado | Equipo Visitante     |
| ---------------- | --------- | -------------------- |
| Barcelona        | 3 - 1     | América de Quito     |
| Aucas            | 3 - 0     | Deportivo Quito      |
| El Nacional      | 1 - 1     | Liga de Portoviejo   |
| Liga de Quito    | 2 - 3     | Universidad Católica |
| Deportivo Cuenca | 0 - 0     | Emelec               |

| Fecha 8              | Fecha 8   | Fecha 8          |
| Equipo Local         | Resultado | Equipo Visitante |
| -------------------- | --------- | ---------------- |
| Universidad Católica | 1 - 1     | Deportivo Quito  |
| Aucas                | 4 - 0     | Barcelona        |
| Emelec               | 1 - 0     | El Nacional      |
| Liga de Quito        | 1 - 3     | Deportivo Cuenca |
| Liga de Portoviejo   | 2 - 1     | América de Quito |

| Fecha 9              | Fecha 9   | Fecha 9            |
| Equipo Local         | Resultado | Equipo Visitante   |
| -------------------- | --------- | ------------------ |
| Deportivo Cuenca     | 3 - 1     | Deportivo Quito    |
| Barcelona            | 0 - 0     | Liga de Quito      |
| Universidad Católica | 1 - 0     | Liga de Portoviejo |
| El Nacional          | 2 - 1     | Aucas              |
| América de Quito     | 2 - 1     | Emelec             |

| Fecha 10             | Fecha 10  | Fecha 10         |
| Equipo Local         | Resultado | Equipo Visitante |
| -------------------- | --------- | ---------------- |
| Emelec               | 0 - 0     | Liga de Quito    |
| Universidad Católica | 1 - 0     | Barcelona        |
| El Nacional          | 1 - 1     | Deportivo Cuenca |
| Liga de Portoviejo   | 4 - 1     | Deportivo Quito  |
| América de Quito     | 2 - 1     | Aucas            |

| Fecha 11             | Fecha 11  | Fecha 11           |
| Equipo Local         | Resultado | Equipo Visitante   |
| -------------------- | --------- | ------------------ |
| Deportivo Cuenca     | 0 - 1     | Aucas              |
| Liga de Quito        | 3 - 0     | Liga de Portoviejo |
| Deportivo Quito      | 2 - 1     | Emelec             |
| Universidad Católica | 1 - 0     | América de Quito   |
| Barcelona            | 1 - 0     | El Nacional        |

| Fecha 12           | Fecha 12  | Fecha 12             |
| Equipo Local       | Resultado | Equipo Visitante     |
| ------------------ | --------- | -------------------- |
| América de Quito   | 0 - 0     | Liga de Quito        |
| Emelec             | 1 - 0     | Barcelona            |
| Aucas              | 0 - 1     | Universidad Católica |
| El Nacional        | 1 - 1     | Deportivo Quito      |
| Liga de Portoviejo | 0- 2      | Deportivo Cuenca     |

| Fecha 13         | Fecha 13  | Fecha 13             |
| Equipo Local     | Resultado | Equipo Visitante     |
| ---------------- | --------- | -------------------- |
| Aucas            | 2 - 0     | Liga de Portoviejo   |
| Deportivo Cuenca | 3 - 1     | Barcelona            |
| Liga de Quito    | 3 - 3     | El Nacional          |
| América de Quito | 0 - 0     | Deportivo Quito      |
| Emelec           | 2 - 3     | Universidad Católica |

| Fecha 14             | Fecha 14  | Fecha 14         |
| Equipo Local         | Resultado | Equipo Visitante |
| -------------------- | --------- | ---------------- |
| Liga de Portoviejo   | 1 - 2     | Emelec           |
| Universidad Católica | 0 - 2     | Deportivo Cuenca |
| El Nacional          | 3 - 0     | América de Quito |
| Liga de Quito        | 0 - 1     | Aucas            |
| Barcelona            | 1 - 0     | Deportivo Quito  |

| Fecha 15         | Fecha 15  | Fecha 15             |
| Equipo Local     | Resultado | Equipo Visitante     |
| ---------------- | --------- | -------------------- |
| Barcelona        | 1 - 0     | Liga de Portoviejo   |
| El Nacional      | 1 - 0     | Universidad Católica |
| Aucas            | 2 - 1     | Emelec               |
| Deportivo Quito  | 0 - 1     | Liga de Quito        |
| Deportivo Cuenca | 2 - 0     | América de Quito     |

| Fecha 16             | Fecha 16  | Fecha 16         |
| Equipo Local         | Resultado | Equipo Visitante |
| -------------------- | --------- | ---------------- |
| América de Quito     | 2 - 0     | Barcelona        |
| Liga de Portoviejo   | 1 - 3     | El Nacional      |
| Universidad Católica | 1 - 3     | Liga de Quito    |
| Emelec               | 1 - 0     | Deportivo Cuenca |
| Deportivo Quito      | 1 - 1     | Aucas            |

| Fecha 17         | Fecha 17  | Fecha 17             |
| Equipo Local     | Resultado | Equipo Visitante     |
| ---------------- | --------- | -------------------- |
| Barcelona        | 2 - 0     | Aucas                |
| Deportivo Cuenca | 2 - 0     | Liga de Quito        |
| Deportivo Quito  | 1 - 2     | Universidad Católica |
| El Nacional      | 3 - 1     | Emelec               |
| América de Quito | 4 - 1     | Liga de Portoviejo   |

| Fecha 18           | Fecha 18  | Fecha 18             |
| Equipo Local       | Resultado | Equipo Visitante     |
| ------------------ | --------- | -------------------- |
| Liga de Quito      | 2 - 0     | Barcelona            |
| Aucas              | 1 - 1     | El Nacional          |
| Deportivo Quito    | 1 - 4     | Deportivo Cuenca     |
| Liga de Portoviejo | 1 - 0     | Universidad Católica |
| Emelec             | 2 - 0     | América de Quito     |

### Tabla de posiciones
|  |  |     | Equipo               | PJ | PG | PE | PP | GF | GC | DG  | PTS | PB |
|  |  | --- | -------------------- | -- | -- | -- | -- | -- | -- | --- | --- | -- |
|  |  | 1.  | Deportivo Cuenca     | 18 | 11 | 3  | 4  | 35 | 14 | +21 | 25  | 3  |
|  |  | 2.  | Aucas                | 18 | 9  | 3  | 6  | 25 | 17 | +8  | 21  | 2  |
|  |  | 3.  | Universidad Católica | 18 | 8  | 5  | 5  | 21 | 20 | +1  | 21  | 1  |
|  |  | 4.  | Emelec               | 18 | 8  | 4  | 6  | 29 | 20 | +9  | 20  |    |
|  |  | 5.  | El Nacional          | 18 | 7  | 6  | 5  | 27 | 21 | +6  | 20  |    |
|  |  | 6.  | Liga de Quito        | 18 | 7  | 6  | 5  | 25 | 19 | +6  | 20  |    |
|  |  | 7.  | Barcelona            | 18 | 8  | 3  | 7  | 21 | 25 | -4  | 19  |    |
|  |  | 8.  | América de Quito     | 18 | 5  | 5  | 8  | 17 | 26 | -9  | 15  |    |
|  |  | 9.  | Deportivo Quito      | 18 | 2  | 6  | 10 | 15 | 31 | -16 | 10  |    |
|  |  | 10. | Liga de Portoviejo   | 18 | 4  | 1  | 13 | 16 | 38 | -22 | 9   |    |

PJ = Partidos jugados; PG = Partidos ganados; PE = Partidos empatados; PP = Partidos perdidos; GF = Goles a favor; GC = Goles en contra; DG = Diferencia de gol; PTS = Puntos; PB = Puntos de bonificación
|  | Clasificaron a la Pentagonal final. |
|  | Descendieron a la Serie B.          |

## Pentagonal final

### Partidos y resultados
| Fecha 1              | Fecha 1   | Fecha 1          |
| Equipo Local         | Resultado | Equipo Visitante |
| -------------------- | --------- | ---------------- |
| Barcelona            | 2 - 0     | Deportivo Cuenca |
| Universidad Católica | 0 - 0     | Aucas            |

| Fecha 2          | Fecha 2   | Fecha 2              |
| Equipo Local     | Resultado | Equipo Visitante     |
| ---------------- | --------- | -------------------- |
| Deportivo Cuenca | 0 - 2     | Universidad Católica |
| Liga de Quito    | 1 - 0     | Barcelona            |

| Fecha 3       | Fecha 3   | Fecha 3          |
| Equipo Local  | Resultado | Equipo Visitante |
| ------------- | --------- | ---------------- |
| Liga de Quito | 1 - 0     | Deportivo Cuenca |
| Barcelona     | 3 - 0     | Aucas            |

| Fecha 4          | Fecha 4   | Fecha 4              |
| Equipo Local     | Resultado | Equipo Visitante     |
| ---------------- | --------- | -------------------- |
| Liga de Quito    | 1 - 0     | Universidad Católica |
| Deportivo Cuenca | 1 - 1     | Aucas                |

| Fecha 5              | Fecha 5   | Fecha 5          |
| Equipo Local         | Resultado | Equipo Visitante |
| -------------------- | --------- | ---------------- |
| Liga de Quito        | 2 - 0     | Aucas            |
| Universidad Católica | 1 - 1     | Barcelona        |

| Fecha 6              | Fecha 6   | Fecha 6          |
| Equipo Local         | Resultado | Equipo Visitante |
| -------------------- | --------- | ---------------- |
| Barcelona            | 2 - 2     | Liga de Quito    |
| Universidad Católica | 3 - 1     | Deportivo Cuenca |

| Fecha 7          | Fecha 7   | Fecha 7              |
| Equipo Local     | Resultado | Equipo Visitante     |
| ---------------- | --------- | -------------------- |
| Aucas            | 1 - 0     | Universidad Católica |
| Deportivo Cuenca | 2 - 1     | Barcelona            |

| Fecha 8      | Fecha 8   | Fecha 8              |
| Equipo Local | Resultado | Equipo Visitante     |
| ------------ | --------- | -------------------- |
| Aucas        | 3 - 3     | Liga de Quito (C)    |
| Barcelona    | 1 - 0     | Universidad Católica |

| Fecha 9          | Fecha 9   | Fecha 9          |
| Equipo Local     | Resultado | Equipo Visitante |
| ---------------- | --------- | ---------------- |
| Aucas            | 2 - 1     | Barcelona        |
| Deportivo Cuenca | 1 - 0     | Liga de Quito    |

| Fecha 10             | Fecha 10  | Fecha 10         |
| Equipo Local         | Resultado | Equipo Visitante |
| -------------------- | --------- | ---------------- |
| Aucas                | 0 - 0     | Deportivo Cuenca |
| Universidad Católica | 2 - 2     | Liga de Quito    |

### Tabla de posiciones
|      |  |    | Equipo               | PJ | PG | PE | PP | GF | GC | DG | PT | PPEN | PB |
| ---- |  | -- | -------------------- | -- | -- | -- | -- | -- | -- | -- | -- | ---- | -- |
| (C)  |  | 1. | Liga de Quito        | 8  | 4  | 3  | 1  | 12 | 8  | +4 | 14 | 11   | 3  |
| (SC) |  | 2. | Deportivo Cuenca     | 8  | 2  | 2  | 4  | 5  | 10 | -5 | 11 | 6    | 5  |
|      |  | 3. | Aucas                | 8  | 2  | 4  | 2  | 7  | 10 | -3 | 10 | 8    | 2  |
|      |  | 4. | Barcelona            | 8  | 3  | 2  | 3  | 11 | 8  | +3 | 9  | 8    | 1  |
|      |  | 5. | Universidad Católica | 8  | 2  | 3  | 3  | 8  | 7  | +1 | 8  | 7    | 1  |

PJ = Partidos jugados; PG = Partidos ganados; PE = Partidos empatados; PP = Partidos perdidos; GF = Goles a favor; GC = Goles en contra; DG = Diferencia de gol; PT = Puntos totales; PPEN = Puntos pentagonal; PB = Puntos de bonificación
| (C)  | Campeón, clasificó a la Copa Libertadores 1976.    |
| (SC) | Subcampeón, clasificó a la Copa Libertadores 1976. |

### Campeón
|                                                  |
|                                                  |
| Campeón Liga Deportiva Universitaria 3.er título |

## Goleadores
| Jugador         | Equipo           | Goles |
| --------------- | ---------------- | ----- |
| Ángel Liciardi  | Deportivo Cuenca | 36    |
| Juan José Pérez | Liga de Quito    | 29    |
| Ángel Marín     | América de Quito | 22    |